# Сваи Франки

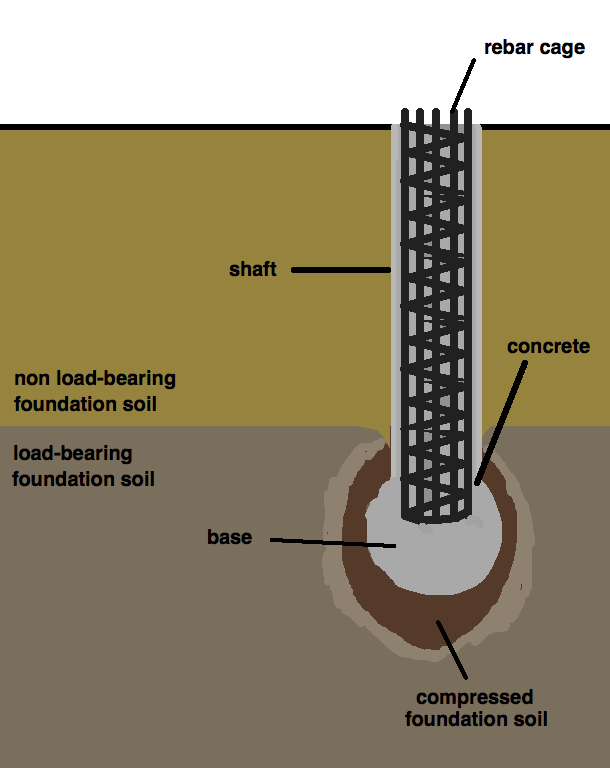
Сваи Франки

Сваи с извлекаемой оболочкой (Сваи – Франки) вид буронабивных свай из монолитного бетона с расширенным основанием. Разработан бельгийским инженером Эдгардом Франкиноулем в 1909 году.
Может применяться к различным условиям площадки и до сих пор широко используется  из-за его высокой допустимой нагрузки на растяжение и относительно низкого уровня шума и вибрации грунта при устройстве свай.

## История
Эдгар Франкиноул подал заявку на патент на производство сваи Франки в июле 1909 года. Затем он вместе с льежским чиновником Эдмоном Бааром стал соучредителем геотехнической компании Frankipile (Société des Pieux Armés Frankignoul ) с целью коммерциализации системы свай Franki. К 1929 году этот метод был внедрен 34 международными дочерними компаниями и держателями лицензий. Сваи Франки претерпели несколько изменений с момента создания. Сухая бетонная пробка (ВПТ) не использовалась в конструкции 1926 года. До ВПТ сваи имела теряемый башмак.

## Применение
Сваи Франки могут использоваться в качестве мощных элементов глубокого фундамента без необходимости земляных работ и водоотвода. Они эффективны, когда несущая спососбность грунта недостаточна. Наиболее эффективны в песчанных и супесчанных грунтах. Не рекомендуется использовать в дисперсных глинистых грунтах, где уплотнение невозможно. Свайная система Franki является самой тихой из приводных систем и поэтому используется в условиях, когда высокий уровень шума может вызвать экологические проблемы.

## Установка сваи Франки
1. Заливку безусадочного бетона заливают на дно стальной забивной трубы, вертикально уложенной на землю. Затем по бетону вбивают дизельный отбойный молоток, формируя водонепроницаемую бетонную пробку.[1][5][6][7]
2. Бетонная пробка забивается в землю отбойным молотком. Труба также втягивается в землю из-за трения между сталью и бетоном.[1][5][6][7]
3. Когда желаемая глубина достигнута, труба удерживается на месте направляющими — конструкциями, которые направляют и выравнивают сваю и молот.[8] Затем к бетону прикладывают молоток, выбивая его наружу через нижнюю часть сваи и формируя грибовидное основание.[1][5][6][7]
4. В этот момент в бетон можно вбить цилиндрический арматурный каркас, если требуется дополнительное армирование.[1][5][6][9]
5. Заливаются дополнительные порции бетона, одновременно вытягивая стальную оболочку до образования ствола сваи.[1][5][6][7]

## Вариации
- Небольшие порции бетона могут быть добавлены во время формирования основания [7], чтобы увеличить основание и улучшить характеристики осадки сваи.[4]
- Сваи Франки могут быть установлены с наклоном до 4:1.[6] Наклонные сваи Franki всегда армированы и особенно подходят для конструкций, подверженных динамическим нагрузкам .[1]
- Методы проходки, такие как керн с открытым концом, бурение горных пород и конструкция композитного ствола, иногда используются для решения уникальных проблем на строительной площадке.[4]